# Pachycraerus jucundus
Pachycraerus jucundus är en skalbaggsart som beskrevs av Sylvain Auguste de Marseul 1853. Pachycraerus jucundus ingår i släktet Pachycraerus och familjen stumpbaggar. Inga underarter finns listade i Catalogue of Life.